# ラ (映画)
『ラ』（英文表記: La）は、2019年公開の日本映画である。
主演は桜田通、脚本・監督は高橋朋広。音楽はSILENT SIRENのサウンドプロデューサーであるクボナオキ。本作品のエンディング主題歌は同バンドが書き下ろした『REBORN』。

## 概要
解散したバンドの再結成を目指し、失われた友情を取り戻すために奮闘する若者たちの姿を描くオリジナルの音楽青春映画。タイトルは、赤ん坊の最初の産声が世界共通で「ラ」の音であることから着想した。新宿武蔵野館で封切りされ、連日満席となり、同映画館のレイトショー枠で歴代2位となる興行収入を記録した。

## ストーリー
1年前に解散したバンド「LACTIC ACID」のボーカル・慎平がバンドを再結成するため奔走する青春ストーリー。しかし、ある"もの"と引き換えにお金をくれる彼女・ゆかりと、元バンドメンバーで元親友・黒やんに翻弄されていく。

## キャスト
- 慎平 : 桜田通
- ゆかり : 福田麻由子
- 黒やん : 笠松将
- ダビデ : 清水尚弥
- 慎平の父 : キンタカオ
- 助産師 : 佐津川愛美
- タクシー運転手 : ダンカン
- 慎平の母 : 西田尚美

## スタッフ
- 監督・脚本・編集 : 高橋朋広
- 音楽 : クボナオキ
- 主題歌 : SILENT SIREN「REBORN」（EMI records/UNIVERSAL MUSIC）、LACTIC ACID「鼓動」
- プロデューサー : 関根大介、渡邉直哉
- 撮影 : 髙橋祐太
- 照明 : 髙﨑信
- 録音 : 池田知久
- 美術 : 佐藤千穂
- 衣裳 : 中島宏人
- ヘアメイク : 長谷阪絵美
- アソシエイトプロデューサー : 東美咲
- 制作 : 湯本貴大
- VFX・グラフィック : 内藤岳
- サウンドデザイン : 村田桃子
- DI カラリスト : 内藤万由奈
- タイトル・ポスター・webデザイン : 風花
- 宣伝プロデューサー : 廿樂未果
- 制作プロダクション : TAG
- 配給 : アークエンタテインメント
- 宣伝 : MUSA
- 製作 : 2018映画『ラ』製作委員会

## 外部サイト
- 公式ウェブサイト
- 映画『ラ』 (@movie_la_) - Instagram
- 映画『ラ』 (@la_movie_) - X（旧Twitter）